# 730型CIWS

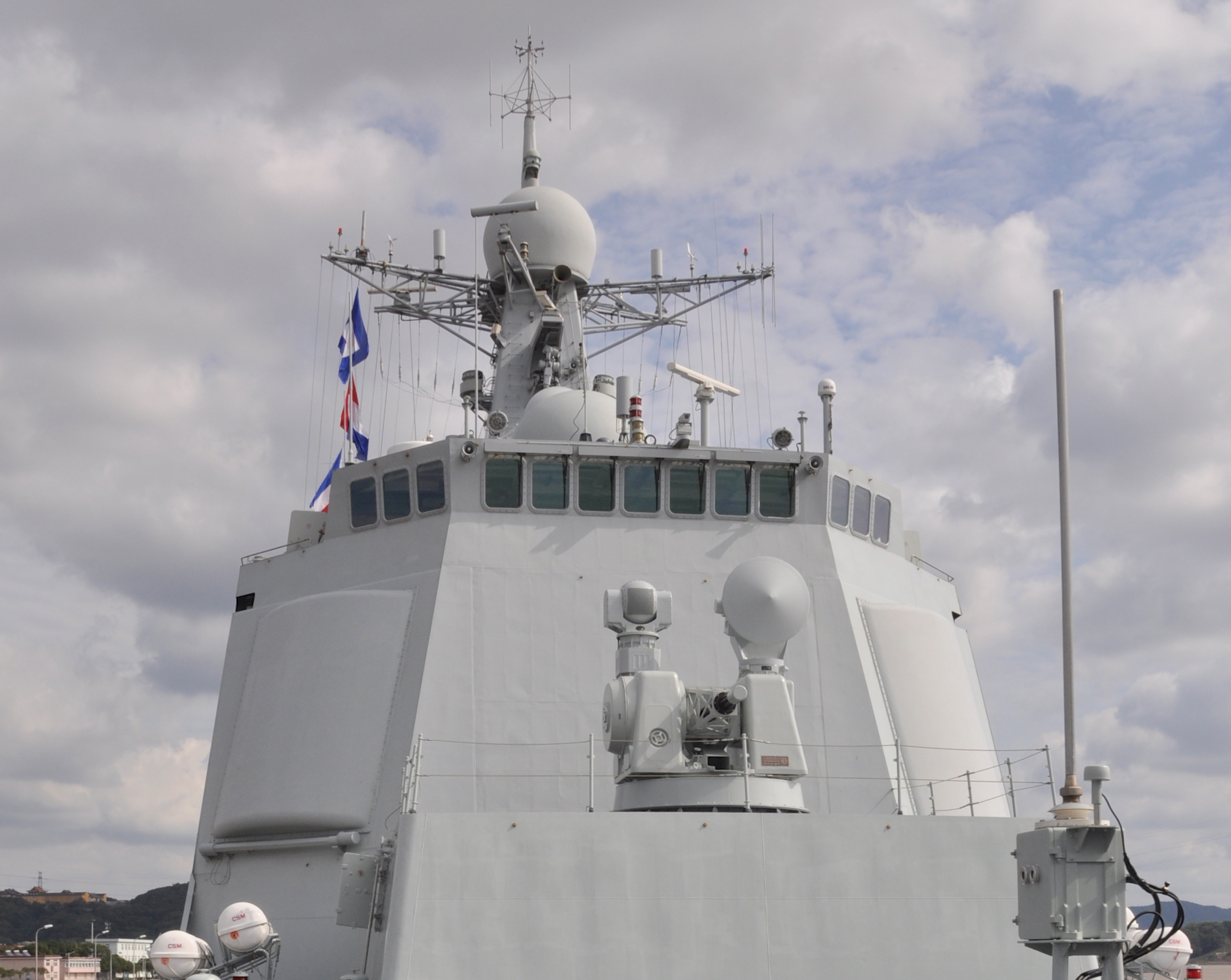
蘭州級駆逐艦に搭載された730型CIWS

730型CIWS（Type 730）は、中国により開発製造されたCIWSである。正式名称は、H/PJ12型7管30毫米艦炮。

## 開発
開発計画は1990年代に始まったとされている。2002年に、建造中の広州級駆逐艦1番艦「広州」に搭載されたことから、存在が明らかになった。

## 設計
外観は、オランダが開発したゴールキーパーに酷似しているが、開発に当たっては同じくGE社製7砲身30mm ガトリング砲であるGAU-8/A アヴェンジャーを用い、かつ捜索レーダーを有しないフランスのSAGEM社のサモス（SAMOS）とトムソンCSF社のサタン（SATAN）も参考にされた。
|                | AK-630                                    | ファランクス                          | ゴールキーパー                         | 730型                            |
| -------------- | ----------------------------------------- | ------------------------------------- | -------------------------------------- | -------------------------------- |
| 画像           |                                           |                                       |                                        |                                  |
| 重量           | 9,114 kg (20,093 lb)                      | 6,200 kg (13,700 lb)                  | 9,902 kg (21,830 lb)                   | 9,800 kg (21,600 lb)?            |
| 武装           | GSh-6-30 30 mm (1.2 in) 6砲身ガトリング砲 | M61 20 mm (0.79 in) 6砲身ガトリング砲 | GAU-8 30 mm (1.2 in) 7砲身ガトリング砲 | 30 mm (1.2 in) 7砲身ガトリング砲 |
| 発射数         | 毎分5,000発                               | 毎分4,500発                           | 毎分4,200発                            | 毎分5,800発                      |
| 射程           | 4,000 m (13,000 ft)                       | 1,490 m (4,890 ft)                    | 2,000 m (6,600 ft)                     | 3,000 m (9,800 ft)               |
| 携行弾数       | 2,000発                                   | 1,550発                               | 1,190発                                | 1,000発                          |
| 弾丸初速       | 毎秒900 m (3,000 ft)                      | 毎秒1,100 m (3,600 ft)                | 毎秒1,109 m (3,638 ft)                 | 毎秒1,100 m (3,600 ft)           |
| 垂直軸射撃範囲 | +88°～-12°                                | +85°～-25°                            | +85°～-25°                             | +85°～-25°                       |
| 水平軸射撃範囲 | 360°                                      | +150°～-150°                          | 360°                                   | 360°                             |

### レーダー
TR47C レーダーは、EFR-1/LR66 レーダー（NATOコードネーム：ライスランプ（Rice Lamp）の派生型であり、最大8kmの探知距離を有する。西側のCIWS同様、情報はCIWS内で処理され、レーダーおよび火器管制装置が別に配置されているロシアのCIWSより反応時間が速いとされる。
EFR-1/LR66は追尾用にのみ用いられ、捜索に際しては搭載艦固有のレーダーより情報を得る方式を採用している。

### 光学照準器
試作型は、SAGEM社製VOLCAN光学照準器を搭載していたが、量産型は国産のOFC-3光学照準器を搭載する。OFC-3光学照準器は、レーザー測距/照準器および可視光カメラ、赤外線カメラから構成されている。レーザー照準器は、レーザー誘導のSAM管制に用いることもでき、可視光カメラは夜間暗視用カメラに取り替えることができる。

### 火器管制システム
西側諸国のCIWS同様、730型CIWSは自己完結方式であり、ロシアのAK-630より反応時間は速いが、手動による制御モードを欠いている。 730型CIWSは、ZKJ-1、ZKJ-4、ZKJ-4A-3、ZKJ-5、ZKJ-6、ZKJ-7、H/ZBJ-1、などの中国製、トムソンCSF社製 TAVITACなどのヨーロッパ製の戦術情報処理装置と完全に互換性があり、特にシステムの改修を伴うことなくこれらのシステムと直接統合できると言われている。

### 機関砲
30mm ガトリング砲は、GE社製7砲身30mm ガトリング砲であるGAU-8/A アヴェンジャーに酷似している。一方で、ロシア製GSh-6-30 6砲身30mm ガトリング砲の中国版であるとする説もある。砲塔直下に即応弾500発が入った弾倉が装備されている。
俯仰角範囲は-25~+85゜、最大発射速度は毎分4,200-5,800発、有効射程は3キロ程度と言われている。

## 運用
従来のAK-630や76A式37mm連装機関砲に代わって、2000年代後半以降に建造された中国人民解放軍海軍の軍艦に搭載されている。ただし、AK-630 30mm CIWSに比べて大型（重量：6,372kg）かつ複雑なシステムの上、1基あたりの価格は4,000-5,000万元と、AK-630 2基分（2,500万元）よりも高価なため、搭載艦は駆逐艦に限られている。

## 搭載艦艇
中国人民解放軍海軍
- 広州級駆逐艦
- 蘭州級駆逐艦
- 瀋陽級駆逐艦
- 昆明級駆逐艦
- 南昌級駆逐艦
- 054A型フリゲート
- 075型強襲揚陸艦（建造中）

 パキスタン海軍
- ズルフィカル級フリゲート

## 派生型

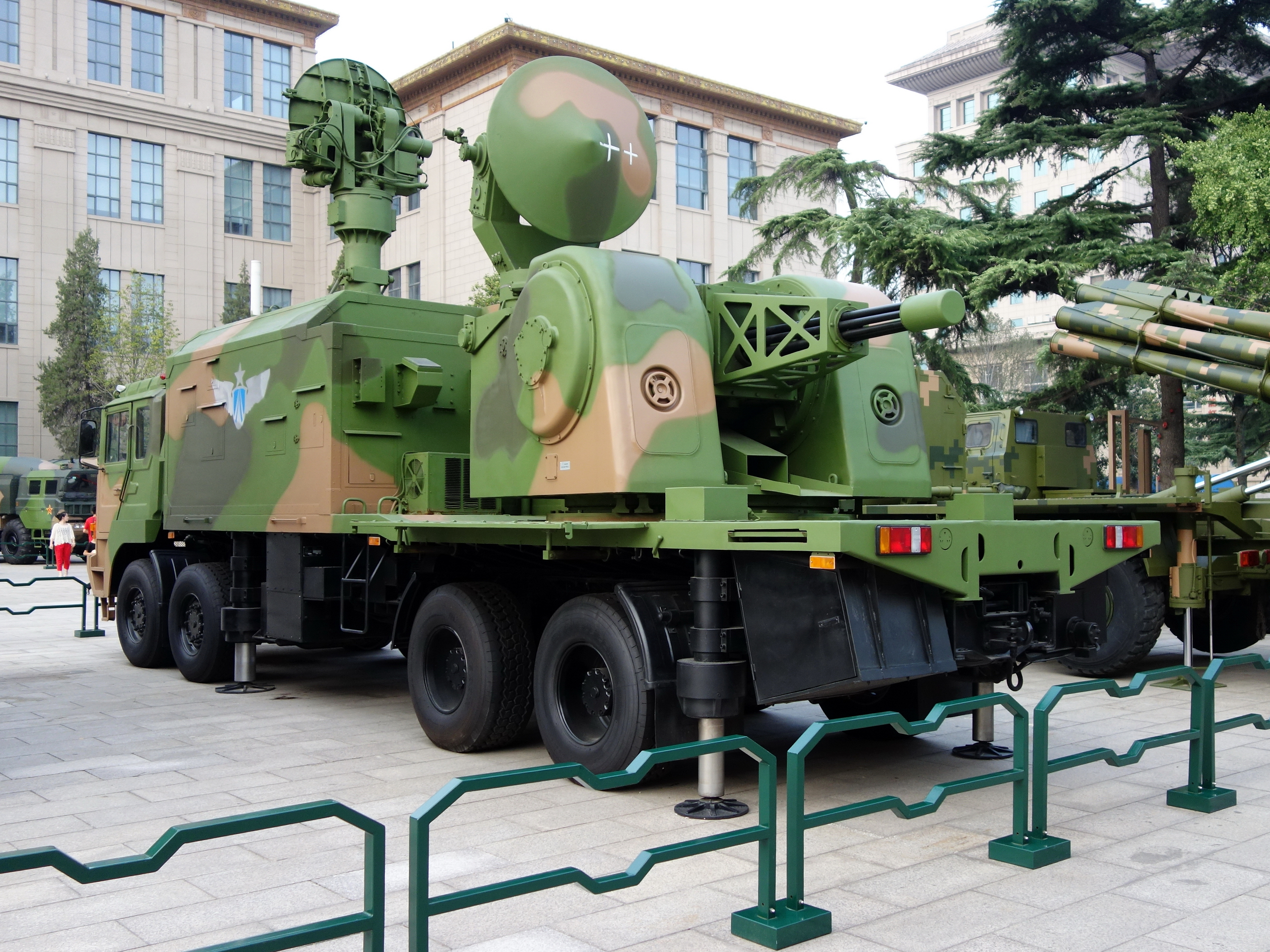
HQ-6A Air defense artillery

730B型CIWS
レーダーおよび光学照準器を分離し、それぞれ1基のレーダーおよび光学照準器で2基の砲座を管制する、パキスタン海軍のズルフィカル級フリゲートが搭載している。

1130型CIWS
空母「遼寧」に搭載された新型CIWS。外観は730型と類似するが、全体的に大型化している。
11砲身の30mm ガトリング砲を有し、発射速度は約10,000発/分、有効射程は約2.5-3.5km。1,280発の弾倉を2つ携行できると報じられている。

空母「福建」に搭載された1130型CIWSでは光学装置と火器管制装置が新型になっている。

陸盾2000（LD-2000）
中国北方工業公司が2004年に発表した対空システム。
8輪駆動トラック TA450の後部に、730型と同型のレーダーと機関砲を搭載した砲塔を設置し、砲塔と操縦席の間の装甲区画に砲手が乗り込み作動させる。730型と同様に捜索レーダーは無く、指揮車両が敵機を捜索して情報を6両の陸盾2000に伝達できるようになっている。
8輪駆動トラック WS-2400に砲塔と捜索用レーダーを搭載し、TY-90短距離赤外線誘導ミサイルを搭載したガン・ミサイルコンプレックス化した改良型もあるが、地上用に用いるにはシステムが大きすぎ、また、原型の730型が高価であることから配備は進んでいないようである。